# 計見一雄
計見一雄（けんみ かずお、1939年11月1日 -2023年3月29日 ）は、日本の精神科医。

## 経歴
東京生まれ。麻布中学校、灘高等学校卒、千葉大学医学部卒、1969年同大学院医学研究科修了、「思春期心性と精神障害との関連に関する精神医学的研究」で医学博士。医療法人同和会千葉病院副院長、千葉県精神科医療センター長を20年間務める。日本精神科救急学会理事長。社会医療法人公徳会佐藤病院顧問。

## 著書
- 『インスティテューショナリズムを超えて 精神科医からのメッセージ』星和書店 1979
- 『精神救急ハンドブック 精神科救急病棟の作り方と使い方』新興医学出版社 1992
- 『こころのくすり 正しくのんで、早く治そう』保健同人社 患者・家族のための<くすりと賢くつきあう本> 1994
- 『脳と人間 大人のための精神病理学』三五館 1999 のち講談社学術文庫
- 『統合失調症あるいは精神分裂病 精神医学の虚実』2004 講談社選書メチエ のち講談社学術文庫
- 『戦争する脳 破局への病理』2007 平凡社新書
- 『急場のリアリティ 救急精神科の精神病理と精神療法』医療文化社 2010
- 『現代精神医学批判 からだに触ってください』平凡社、2012
- 『こころは内臓である スキゾフレニアを腑分けする』講談社選書メチエ 2018

## 共編著
- 『スタンダード精神科救急医療』編著 メヂカルフレンド社 1998
- 『精神の哲学・肉体の哲学 形而上学的思考から自然的思考へ』木田元共著 講談社 2010

## 翻訳
- G.レイコフ、M.ジョンソン『肉中の哲学 肉体を具有したマインドが西洋の思考に挑戦する』哲学書房 2004
- エルスペス・キャメロン・リチー, パトリシア・J・ワトソン, マシュー・J・フリードマン編『巨大惨禍への精神医学的介入 自然災害・事故・戦争・テロ等への専門的備え』鈴木満共監訳 弘文堂 2013